# Wólka Lesiowska
Wólka Lesiowska – wieś w Polsce położona w województwie mazowieckim, w powiecie radomskim, w gminie Jastrzębia. Ma status sołectwa.
| SIMC    | Nazwa      | Rodzaj    |
| ------- | ---------- | --------- |
| 0624522 | Sokoleniec | część wsi |

W latach 1975–1998 miejscowość administracyjnie należała do województwa radomskiego. 1 stycznia 2003 roku częścią wsi Wólka Lesiowska stała się ówczesna wieś Sokoleniec.
Wierni kościoła rzymskokatolickiego należą do parafii Zwiastowania Najświętszej Marii Panny w Jastrzębi.
W XIX wieku wybuchła epidemia Cholery która zdziesiątkowała ludność Wólki Lesiowskiej.